# Science actuarielle

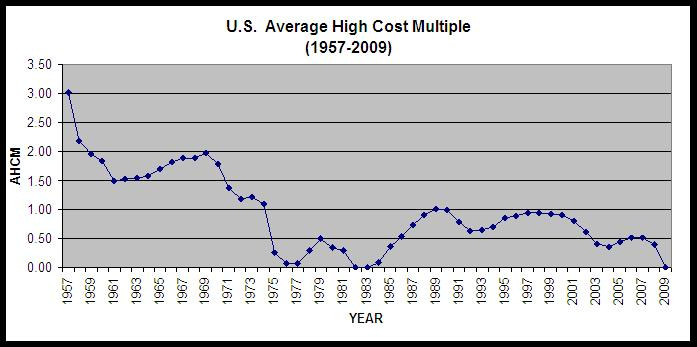
Multiple à coût élevé moyen aux États-Unis

La science actuarielle concerne l'application des méthodes mathématiques et statistiques à la finance et aux assurances, particulièrement où cela se rapporte à l'évaluation des risques à long terme. Les actuaires sont les professionnels qui sont qualifiés dans ce domaine.
La science actuarielle s'appuie sur les mathématiques, la théorie des probabilité et la statistique. La science actuarielle traditionnelle se concentre sur l'analyse de la mortalité, sur la production de tables de survie et sur l'application des intérêts composés.
Plus récemment, les idées de l'économie financière deviennent aussi de plus en plus influentes dans la pensée actuarielle, ainsi que la Science des données